# Bogosavac
Bogosavac (izvirno srbsko Богосавац) je naselje v Srbiji, ki upravno spada pod Mesto Šabac; slednja pa je del Mačvanskega upravnega okraja.

## Demografija
V naselju, katerega izvirno (srbsko-cirilično) ime je Богосавац, živi 935 polnoletnih prebivalcev, pri čemer je njihova povprečna starost 39,9 let (38,4 pri moških in 41,3 pri ženskah). Naselje ima 333 gospodinjstev, pri čemer je povprečno število članov na gospodinjstvo 3,48.
To naselje je, glede na rezultate popisa iz leta 2002, večinoma srbsko.
|  |

| Demografija | Demografija     | Demografija     |
| Leto        | Št. prebivalcev | Št. prebivalcev |
| ----------- | --------------- | --------------- |
|             |                 |                 |
|             |                 |                 |
|             |                 |                 |
|             |                 |                 |
| 1948        | 1065            |                 |
| 1953        | 1187            |                 |
| 1961        | 1181            |                 |
| 1971        | 1146            |                 |
| 1981        | 1191            |                 |
| 1991        | 1219            | 1170            |
| 2002        | 1227            | 1159            |
|             |                 |                 |

| Etnična sestava po popisu iz leta 2002 | Etnična sestava po popisu iz leta 2002 | Etnična sestava po popisu iz leta 2002 | Etnična sestava po popisu iz leta 2002 | Etnična sestava po popisu iz leta 2002 |
| -------------------------------------- | -------------------------------------- | -------------------------------------- | -------------------------------------- | -------------------------------------- |
| Srbi                                   | Srbi                                   |                                        | 1.148                                  | 99,05%                                 |
| Črnogorci                              | Črnogorci                              |                                        | 2                                      | 0,17%                                  |
| Hrvati                                 | Hrvati                                 |                                        | 1                                      | 0,08%                                  |
| Ukrajinci                              | Ukrajinci                              |                                        | 1                                      | 0,08%                                  |
| Slovaki                                | Slovaki                                |                                        | 1                                      | 0,08%                                  |
| Neznano                                | Neznano                                |                                        | 3                                      | 0,25%                                  |